# Anton Josef Beck
Pour les articles homonymes, voir Beck.
Anton Jakob Josef Eugen Beck (né le 27 janvier 1857 à Karlsruhe et mort le 29 septembre 1922 dans la même ville) est avocat au service de l'État de Bade depuis 1881 et député du Reichstag de 1898 à 1914.

## Famille
Anton Josef Beck est le fils d'Anton Beck (de) (né le 11 janvier 1805 à Oberhaben et mort le 2 décembre 1876 à Karlsruhe), conseillère du gouvernement de l'arrondissement du Rhin moyen, et Maria Klara née Ulrich. Il est marié depuis le 20 juillet 1885 à Elise née Conradt (né le 17 juillet 1861), fille de l'armateur Christian Friedrich Conradt (mort en 1874 à Pforzheim) et d'Emma née Hutmacher. Quatre enfants sont nés de ce mariage : Walter (né le 12 août 1886 à Mosbach), plus tard docteur ingénieur et architecte du gouvernement, Maria (né le 28 novembre 1889 à Lörrach), Heinz (né le 23 octobre 1891 à Karlsruhe et mort en 1916) et Kurt (1891-1892). Beck est de confession catholique.

## Biographie
Après avoir obtenu son diplôme lycée de Karlsruhe en 1876, Beck étudie le droit à l'Université de Fribourg-en-Brisgau à partir du semestre d'hiver 1876/77 et à l'Université d'Heidelberg à partir du semestre d'hiver 1879/80, où il passe ses examens. Au cours de ses études en 1876, il devient membre du Freiburger Burschenschaft Alemannia (de). Dès le 1er décembre 1881, il devient stagiaire juridique et stagiaire au tribunal de district de Karlsruhe puis au tribunal de district de St. Blasien. Le 4 février 1882, il devient actuaire au tribunal de district de Karlsruhe et à partir du 5 décembre 1882, greffier au tribunal régional de Karlsruhe. Après de nouveaux postes au tribunal régional supérieur de Karlsruhe, au bureau de district de Durlach (de) et au bureau de district de Tauberbischofsheim (de), il devient administrateur officiel au bureau du district de Schönau (de) le 30 septembre 1884, puis au bureau du district de Fribourg (de). Le 3 novembre 1884, il prend ses fonctions au ministère de la Justice, de la Culture et de l'Éducation.
Les autres étapes de sa carrière professionnelle sont les suivantes : 24 octobre 1886, assistant officiel au bureau du district de Mosbach (de), 1er décembre 1888, conseiller au bureau de district de Karlsruhe, 14 août 1889 greffier au bureau du district de Karlsruhe, 8 octobre 1889 greffier au bureau de district de Lörrach, 14 juin 1890 huissier au bureau de district de Karlsruhe et là à partir du 1er septembre 1892 Oberamtmann et deuxième fonctionnaire, 16 janvier 1894 administrateur principal et directeur général du bureau de district d'Eberbach (de), 17 juillet 1902 administrateur principal et directeur général du bureau de district de Bruchsal (de), 28 avril 1905 nomination au Conseil privé, 21 mars 1908 directeur général du bureau de district de Lahr (de) et 1er septembre 1914 nomination au Conseil secret supérieur du gouvernement.

## Emploi extérieur
Beck est nommé directeur de l'association du district agricole d'Eberbach en 1894, président du conseil de surveillance de la prison d'État et de l'établissement pénitentiaire pour femmes de Bruchsal en 1904 et président du conseil d'administration de la compagnie d'assurance de l'État de Bade en 1914.

## Activité politique
De 1898 à 1914, Beck est député du Reichstag pour le Parti national-libéral dans la 12e circonscription (bureau de district de Heidelberg (de), bureau de district d'Eberbach (de) et bureau de district de Mosbach (de)). Au Reichstag, il est conseiller pour le budget postal.

## Récompenses
- 1900 Croix de chevalier de 1re classe de l'Ordre du Lion de Zaehringen
- 1902 Médaille anniversaire de Bade
- 1908 Ordre de l'Aigle rouge prussien de 3e classe
- 1912 Croix de chevalier de 1re classe aux feuilles de chêne de l'ordre du Lion de Zaehringen
- 1916 Croix d'aide à la guerre de Bade